# Pallavolo agli VIII Giochi centramericani e caraibici
La pallavolo agli VIII Giochi centramericani e caraibici si è disputata durante l'VIII edizione dei Giochi centramericani e caraibici, che si è svolta a Caracas, in Venezuela, nel 1959.

## Podi
| Evento                         | Oro     | Argento   | Bronzo           |
| Pallavolo maschile (dettagli)  | Messico | Venezuela | Porto Rico       |
| Pallavolo femminile (dettagli) | Messico | Venezuela | Antille Olandesi |